# ISO 3166-2:SJ

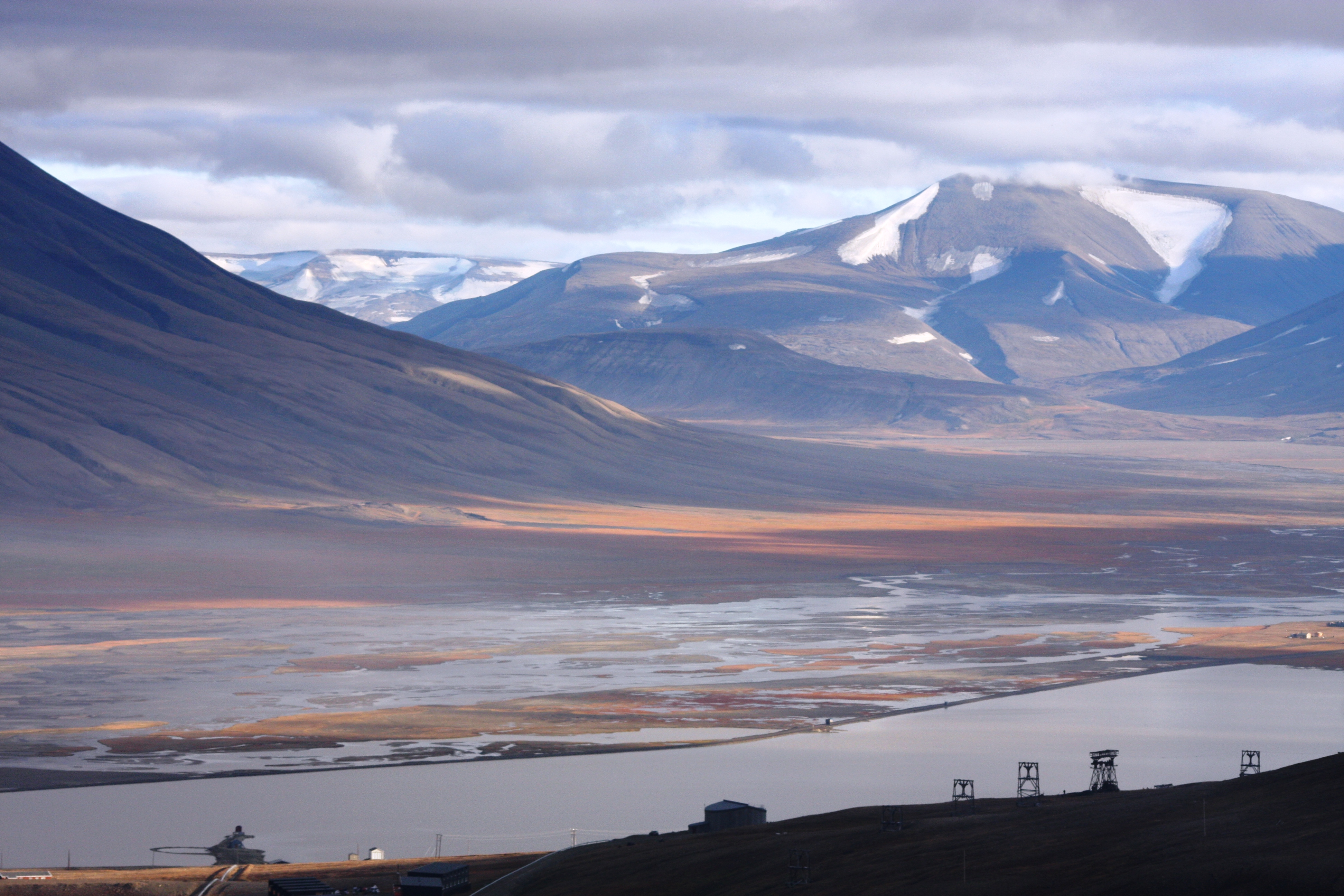
Adventdalen en Svalbard.

ISO 3166-2:SJ es la entrada para Svalbard y Jan Mayen en ISO 3166-2, parte de los códigos de normalización ISO 3166 publicados por la Organización Internacional de Normalización (ISO), que define los códigos para los nombres de las principales subdivisiones (p.ej., provincias o estados) de todos los países codificados en ISO 3166-1.
Svalbard y Jan Mayen no existe como región administrativa, sino más bien consiste en dos partes separadas de Noruega bajo jurisdicciones separadas—Svalbard y Jan Mayen. Subdivisiones específicas para Svalbard y Jan Mayen existen bajo la entrada para Noruega, ISO 3166-2:NO, siendo NO-21 para Svalbard y NO-22 para Jan Mayen. En la actualidad no hay códigos en la ISO 3166-2 para Svalbard y Jan Mayen.

## Distribución
Svalbard y Jan Mayen constituyen dos áreas periféricas de Noruega. Svalbard es un archipiélago en el Ártico aproximadamente a mitad de camino entre la Noruega continental y el Polo Norte. El grupo de islas se extiende desde las latitudes 74° a 81° norte,  y desde las longitudes 10° a 35° Este. El Tratado de Svalbard de 1920 reconoce la soberanía de Noruega, y el Acta de Svalbard de 1925 establece la administración por el designado Gobernador de Svalbard. Jan Mayen es una isla volcánica en el Océano Ártico ubicada junto a la linde del Mar de Noruega y el Mar de Groenlandia. Desde 1994 la isla ha sido administrada por el gobernador del condado de Nordland, con cierta autoridad delegada en el comendador de estación.
La asignación de códigos para Svalbard y Jan Mayen se da bajo la entrada para Noruega en la ISO 3166-2, ISO 3166-2:NO. En virtud del código colectivo SJ para la ISO 3166-1, Svalbard y Jan Mayen se han unificado y tienen asignado para Internet el dominio de nivel superior geográfico (ccTLD, su acrónimo en inglés) .sj. Al igual que el TLD para la Isla Bouvet es .bv, el sistema prohíbe cualquier registro con el dominio .sj, obligando a las instituciones conectadas a Svalbard a usar el dominio Noruego .no.

## Lista de códigos
Actualmente no hay subdivisiones asignadas codificadas en ISO 3166-2:SJ. Sin embargo, Svalbard y Jan Mayen tienen códigos separados en la entrada de la ISO 3166-2 para Noruega, ISO 3166-2:NO.